# Полидактилија
Полидактилија (грч. polýs – више; dáktylos – прст) или шестопрстост је појава већег броја прстију од нормалног на рукама или ногама. Ову особину условљава доминантан, мутирани алел смештен на аутозомном хромозому.
Ген који детерминише овај поремећај показује:
- различиту изражајност (експресивност) јер се шести прст може код различитих особа испољити у различитом степену (од назнаке у виду задебљања па до скоро потпуно развијеног прста);
- непотпуну пробојност (пенетрабилност) пошто се може десити да се у читавој једној генерацији не испољи, да би се поново испољио у наредној генерацији (родитељи немају шести прст, а њихова деца имају).

## Познати с полидактилијом
- Џеј-Џеј Вивер, лајнбекер колеџ америчког фудбала, има шест прстију на десној шаци, али то га није спречило да остварује добре резултате на терену.[1]